# Sjöborg, Blekinge
För andra betydelser, se Sjöborg.
Sjöborg var en borganläggning i Elleholms socken i nuvarande Karlshamns kommun i Blekinge. Borgen låg på den norra spetsen av Elleholmsön, vid Mörrumsåns utlopp i Östersjön. Från medeltiden fram till 1536 tillhörde såväl staden Elleholm som borgen ärkebiskopsstolen i Lund. Borgen utgjorde även under denna tid administrativt centra för Elleholms län. Av själva borganläggningen finns inga synliga lämningar och det enda som avslöjar att en borg funnits på platsen är tre holmar som skiljs åt av tre vallgravar. Den nordliga vallgraven blev helt igenfylld under 1800-talets senare del (av en arrendator som ville utöka betesmarken) och den mellersta vallgraven har med åren växt igen - endast den södra vallgraven bär fortfarande vatten.  
Borgen skövlades 1436, under Engelbrektsupproret men återuppfördes på ursprunglig plats. Den förstördes slutligen 1525 i samband med Søren Norbys skånska uppror, då hanseatiska trupper - vilka anföll Norbys flotta i Pukavik - gick iland och skövlade ett par mil längs Blekinges kust. Därefter övergavs borgplatsen för gott och ett nytt administrativt center, en hovgård, uppfördes på Elleholmsöns södra spets. Det figurerar i litteraturen att borgen skulle ha bränts av svenska trupper 1564 i samband med nordiska sjuårskriget, men detta stämmer alltså inte eftersom borgen då redan var förstörd. Däremot utsattes staden Elleholm för ett svenskt anfall vid denna tidpunkt.

## Första omnämnandet
Gällande borgens historia är källmaterialet mycket sparsamt. Borgen nämns för första gången 1410, i ärkebiskopskrönikan, i samband med att den pantsattes av ärkebiskop Jacob Gertsen (Ulfstand) till Axel Pedersen Tott i Härlöv för 1000 mark silver. Borgen återlöstes därefter 1424 av ärkebiskop Peder Lykke (Bille), för samma summa. Den kallas i ärkebiskopskrönikan för "castrum Elleholm".
I samband med prästrelationernas sammanställning 1624, vilket skedde genom ett kungligt påbud, anger kontraktsprosten Zacharias Jensen om Elleholm, att /..."Paa samma Holme skall i gamble dage haffuer standit it Slott kaltitz Siøborg. Det Bleff forstyrret Aff de Lÿbske".../. Detta är första gången borgen nämns vid ett namn: Sjöborg. (Därmed är det lätt att förvirring uppstår eftersom det fanns ytterligare en borg inom det danska riket med samma namn; Siøborg på norra Själland - vilken förstördes under grevefejden på 1530-talet).

## Arkeologiska undersökningar
Den första arkeologiska undersökningen på Sjöborg utfördes av konsthistorikern William Andersson 1924. Då resultatet visade sig vara tämligen ointressant blev det inga förnyade undersökningar. 
Sedan 2015 bedriver Blekinge museum ett forskningsprojekt kring det medeltida Elleholm. Efter de arkeologiska undersökningarna 2016–2020 har bilden av borgen klarnat betydligt. Bland annat har resterna efter en tegelmur och en nedbränd korsvirkesbyggnad återfunnits på den norra holmen och på mellersta holmen har minst en större byggnad påträffats, vilken sannolikt utgjort en verkstad eller smedja, eventuellt kombinerat med ett bageri. I samband med ett vallgravschakt 2016, mellan norra och mellersta holmen, påträffades en vindbrygga. Denna kunde genom en dendrokronologisk analys dateras till 1343–1344. På borgplatsen har även stora mängder hästskor och hästskosöm påträffats samt tre stigbyglar, likaså keramik av varierande slag (både svartgods, äldre och yngre rödgods samt stengods), flera spetsar till armborstpilar (s.k. bultar), silvermynt, varuplomber med mera.  
Under utgrävningen 2018 gjordes ett spektakulär fynd i det att den första i Skandinavien återfunna medeltida dukaten (guldmynt från Venedig) påträffades - präglat av doge Andrea Dandolo 1343–1354.
Vid utgrävningen i augusti 2019 påträffades ett massivt brandlager på den norra borgholmen, vilket troligtvis härrör från en tidig förstörelse av borgen. Efter denna ödeläggelse förhöjdes norra holmen med minst 1,5 meter, möjligtvis med schaktmassor från den norra vallgraven. Nya byggnader uppfördes därefter på den förhöjda ytan.
Sommaren 2020 utfördes en mindre utgrävning på samtliga tre borgholmar. Målsättningen var bland annat att utöka bilden av norra holmens övre stensättning (från 2016) samt närmare försöka klassificera den återfunna byggnaden på mellersta holmen. Det intressanta är att ytterligare en borgfas påträffades på mellersta holmen (i form av ett brandlager) - därmed finns tre olika faser dokumenterade på denna yta. Rester efter ett bränt trägolv skickades på analys. Borgen filmades även med drönare och nedslagna pålar i ån märkets ut med bojar av marinarkeolog, samt mättes in med gps från båt. På södra borgholmen har inte framkommit något annat under fem års undersökningar än en stor hårdgjord yta, som delvis varit stensatt.
Hösten 2020 skedde en mindre kompletterande undersökning vid norra holmens nordliga slänt. Det kunde konstateras att det funnits en terrass på denna sida, nedanför topp-platån, och att det idag flacka partiet - holmens nordliga "spets" - sannolikt aldrig varit ianspråktagen under medeltiden, utan enbart utgjort ett sankt markparti. Makroanalys av material taget från norra vallgraven visade att medicinalväxterna bolmört och hjärtstilla odlats på borgen.

## Datering
Genom fynden och det skriftliga källmaterialet kan brukningsperioden grovt fastställas till cirka 1200-talet (p.g.a. keramiken) till senast 1525 (Hansans anfall). Den största tydligheten återfinns mellan 1300-talets första hälft och 1440-talet (daterad varuplomb, mynt och dendrokronologiska dateringarna). Framtida undersökningar kan förhoppningsvis ge fler ledtrådar till borgens uppförandeperiod.